# 김영남 (1996년)
김영남(한국 한자: 金泳男, 1996년 12월 4일 ~ )은 대한민국의 전 축구 선수이며, 포지션은 수비수였다.

## 클럽 경력
부천 FC 1995 U-18이 창단하고 첫 유스팀 출신의 선수로 대학 진학 없이 바로 프로팀에 입단하였다.